# 中正路 (鶯歌區)
中正路是中華民國新北市鶯歌地區往來樹林區、桃園市八德區、大溪區的重要道路。全線分為一二三路，東以樹林焚化爐為界，銜接樹林區的中山路三段；西銜接桃園市大溪區的大鶯路。一路全線為市道114號的一部份；二路以八德路為界，前半段為市道114號的一部份，後半段為北83線的一部分；三路全線為北83線的一部分。

## 沿經行政區域
- 新北市
  - 鶯歌區

## 車道配置
（由東至西）

### 中正一路
- 鶯歌樹林區界－中山路：雙向各二車道，並設置中央分隔島
- 中山路－文化路：雙向各一車道

### 中正二路
- 全線：雙向各一車道

### 中正三路
- 全線：雙向各一車道

## 沿線設施
（由東至西）

### 中正一路
- 三鶯二橋
- 中華郵政鶯歌郵局（页面存档备份，存于）（47號）
- 新北市政府警察局三峽分局鶯歌分駐所（195號）
- 第一商業銀行鶯歌分行 （仁愛路1號）

### 中正二路
（無）

### 中正三路
- 新北市政府警察局三峽分局二橋派出所（6號）
- 新北市鶯歌區二橋國民小學（106號）
- 鶯歌區農會（页面存档备份，存于）二橋分部（169號）
- 新北市立鶯歌高級工商職業學校（154號）
- 中華郵政鶯歌二橋郵局（页面存档备份，存于）（208之4號）